# Lisinka Poirel
Pour les articles homonymes, voir Poirel.
Lisinka-Elisavetsa Guibal, née à Moscou le 15 avril 1808 et morte à Rosières-aux-Salines le 8 juillet 1885, est une aquarelliste et collectionneuse. De retour en France à partir de 1818, elle rencontre Victor Poirel qu'elle épouse en 1834. Elle lègue à la ville de Nancy une partie de ses biens et une dotation pour la création d'une salle de spectacle.

## Biographie

### Enfance et éducation
Petite-fille du sculpteur lorrain Barthélémy Guibal, la présence de son père en Russie s'explique par le départ de nombreux Lorrains de Lunéville vers la Russie au décès du duc de Lorraine Stanislas. En effet le 23 février 1766, la réunion de la Lorraine à la France est effective et la disparition de la cour de Stanislas au château de Lunéville oblige de nombreux courtisans à se disperser. Âgé de 21 ans, Dieudonné-Barthélémy Guibal, huitième fils du sculpteur décide de suivre d'autres Lunévillois en Russie.
Initiée très jeune aux activités artistiques, Elisabeth apprend avec son père l'art du dessin, sa mère lui donne ses premières leçons de piano à quatre ans.  Elle maîtrise ainsi l’italien, le français la musique, le chant, le dessin et la peinture. Ses tantes lui font visiter les galeries de l'Ermitage à Saint-Pétersbourg où elle découvre notamment les collections de Catherine II. En 1818, Dieudonné-Barthélémy Guibal décide de retourner en Lorraine en partie à cause des conséquences des guerres napoléoniennes et de l'insécurité pour les Français qu'Alexandre Ier répriment. La famille se fixe rapidement à Pont-à-Mousson où la jeune fille s'accommode peu à peu à la vie française mais elle fait fréquemment des séjours à Lunéville auprès des membres de sa famille.  

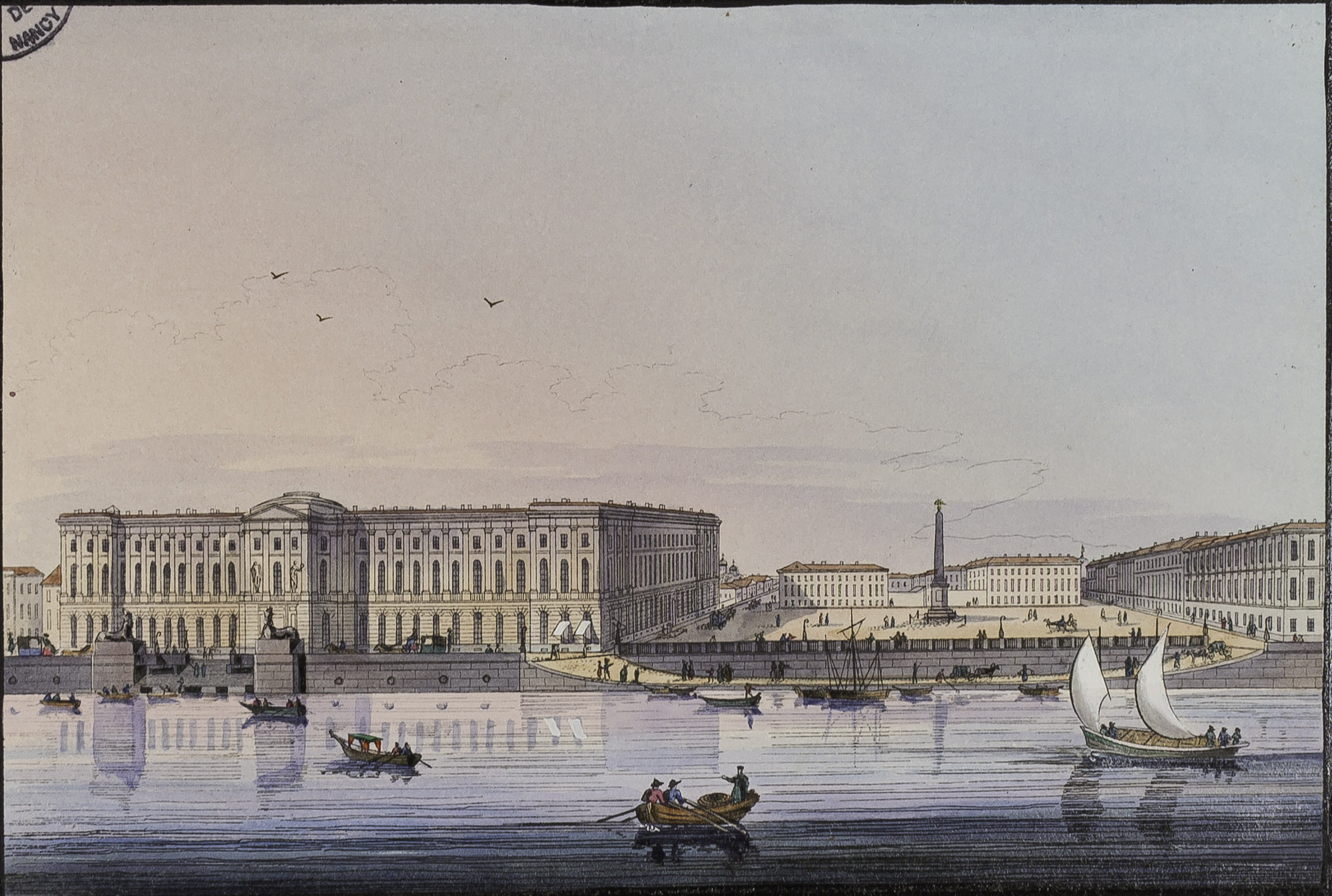
Enluminure de Ch. Beggrow, Saint Petersbourg. (Collection Poirel, BM Nancy)

Dieudonné-Barthélémy décède en 1823 et laisse la famille dans une situation financière préoccupante. La fille et la mère songent à revenir en Russie auprès des frères d'Elisabeth à Kazan ou Odessa. Finalement ceux-ci les en dissuadent et Elisabeth parfait son éducation artistique auprès de sa perceptrice et de ses cousins tel Charles-François Guibal, ancien professeur de dessin à l'École d'artillerie de Valence. En 1832, elle déménage avec sa mère à Lay-Saint-Christophe.
À 25 ans, elle rencontre Victor Poirel par l'intermédiaire d'un autre de ses cousins. Le jeune ingénieur des Pont et Chaussées revient d'Algérie où il a passé deux ans juste après la conquête coloniale française. Un mariage est arrangé par les deux famille sans que les deux protagonistes ne se soient rencontrés. Le mariage a lieu le 29 mars 1834 à Lay-Saint-Christophe auprès de la famille proche. Dès le lendemain, Victor doit repartir en Algérie et Elisabeth le suit. Cette séparation brutale est difficilement acceptée par Sophie Guibal, mère de Lisinka.

### Artiste et collectionneuse
Victor est chargé de divers travaux portuaires à Alger, Bône et Oran. Lisinka s'adapte à sa nouvelle vie : elle apprend l'arabe, fréquente les rues, les harems d’Alger et se fait accepter par la société algérienne. Elle réunit un groupe de jeunes peintres et dessinateurs dès 1837 dont elle collecte certaines œuvres et elle réalise des portraits de Kabyles et Maures. Ces œuvres constituent ce qu'elle intitule Album d'Orient et Album d'Afrique. Le premier est conservé dans les collections de la Bibliothèque Stanislas à Nancy et le se second par la Bibliothèque nationale de France à Paris. Les œuvres n'étant pas toujours signées, la confusion entre les œuvres de Lisinka et celles qu'elle a collecté auprès de ses amis artistes est inévitable.
C'est lors de leur bref retour en France en 1841, à Caen, que Lisinka commence à organiser sa collection. D'abord avec ses propres dessins et rapidement, au retour en Algérie, avec la constitution d'une collection d’objets d’art oriental. Après 14 ans en Algérie, Victor est nommé en Turquie pour un projet de port qui n'aboutit pas et le couple rentre en France en 1848. Lisinka utilise les objets ramenés de ses séjours pour décorer la demeure familiale de Victor Poirel à Rosières-aux-Salines. Charles Cournault s'en inspire pour l’aménagement intérieur de la Douëra. 

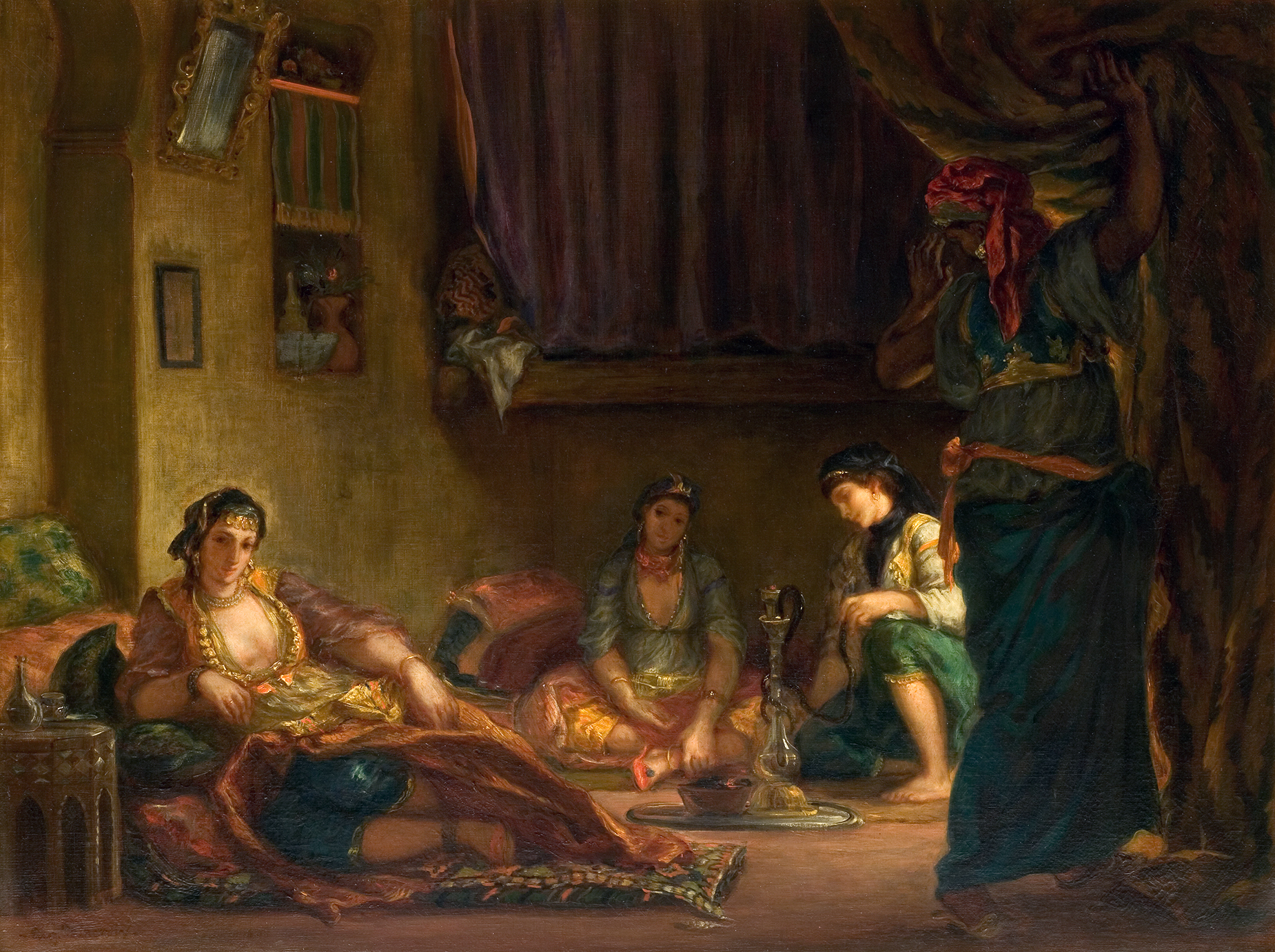
Eugène Delacroix, Femmes d'Alger dans leur appartement

Entre 1852 et 1862, le couple vit en partie en Italie, où Victor est chargé de l’aménagement du port de Livourne. Les deux amateurs d'art amassent nombre de tableaux, principalement de l’École vénitienne, tels Titien, Véronèse, Le Tintoret. Leur collection de plus d’une centaine de toiles sera installée à Rosières-aux-Salines, dans une galerie spécialement aménagée.
Ces séjours sont entrecoupés de retours à Paris où le couple fréquente les salons parisiens comme celui de Charlotte Marliani que Lisinka avait rencontré à Alger et avec qui elle avait conservé un lien épistolaire. Les époux Poirel y retrouvent Delacroix dont l'aide de Victor avait permis au peintre d'entrer dans un harem, ou encore Frédéric Chopin et George Sand. Lisinka fréquente les galeristes et antiquaires parisiens, auprès desquels elle acquiert des estampes rares, comme des gravures de Jacques Callot et des œuvres de Grandville.

## Les dons et legs Poirel
Le couple n'eut pas d'enfant et avant de mourir Victor Poirel lègue tous ses biens à sa femme qui devient légataire universelle. Lisinka Poirel décède à Rosières-aux-Salines le 8 juillet 1885.

### Au musée des beaux-arts

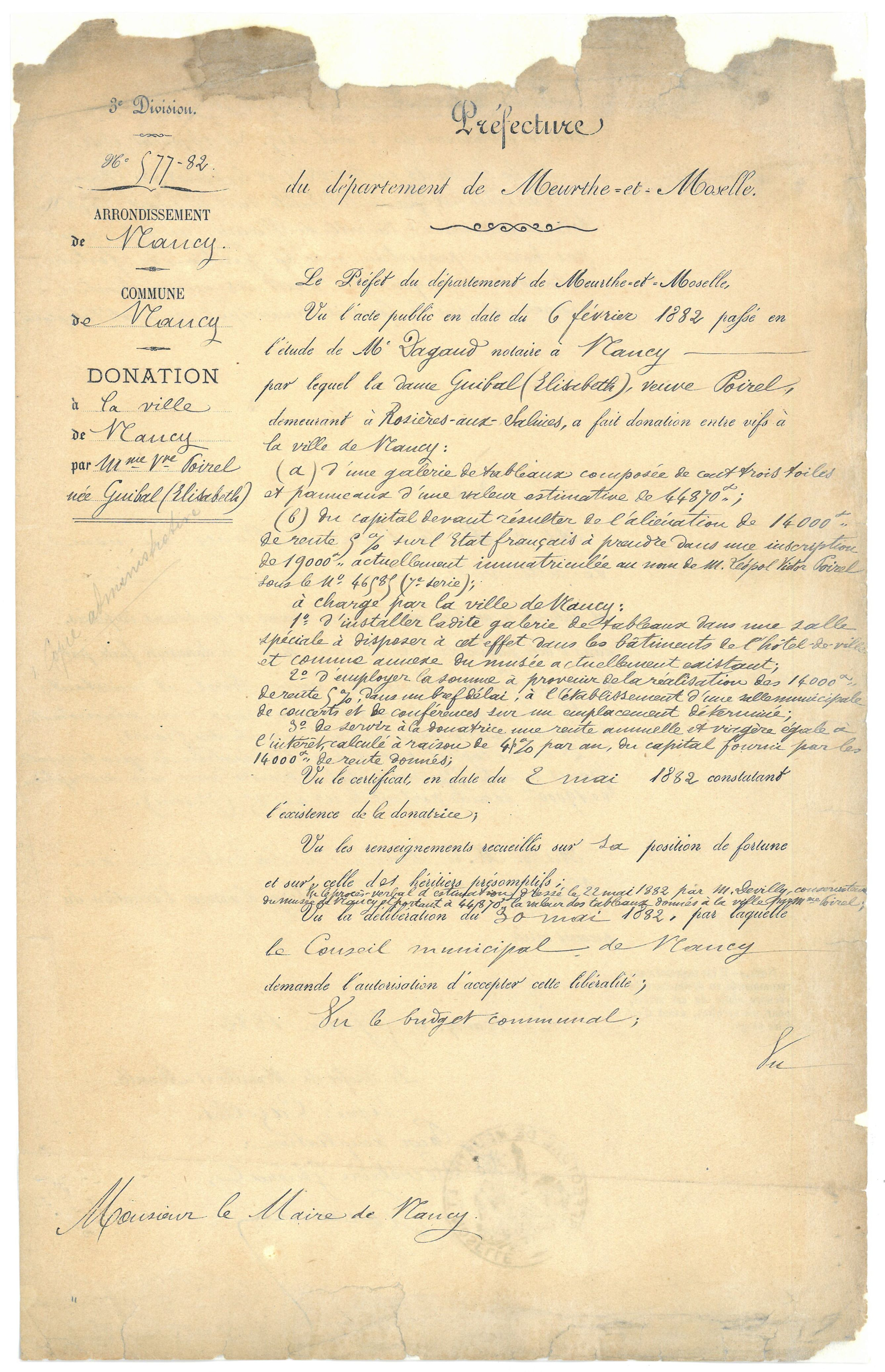
Arrêté du Préfet Émile-Honoré Cazelles concernant le don Poirel, AMN 2 L 13, 1882

Au décès de Victor Poirel le 2 août 1881, Lisinka fait don à la ville de Nancy de 103 œuvres selon les dernières volontés de son mari. Finalement sur les conseils de Théodore Devilly, alors conservateur au musée de Nancy, la donation est remaniée et c'est 113 peintures, une sculpture et une pièce de mobilier qui viennent enrichir les collections. Il s'agit essentiellement de peintures de l'école italienne qui sont présentées le 27 août 1882. D'autres dons sont effectués les 27 octobre et 25 novembre 1884 ajoutant 31 œuvres à la collection Poirel, puis une vingtaine de peintures lors de la succession Poirel en 1888 et 1889. Enfin, en 1962, dix peintures sont retrouvée dans la demeure des Poirel et rejoignent les collections du musée.   
| N° inv. | Titre                                               | Artiste                                 |
| ------- | --------------------------------------------------- | --------------------------------------- |
| 586     | La ville en ruines                                  | Bartholomaus Breenbergh ou Pierre Patel |
| 589     | Les Musiciens ambulants                             | Johannes Lingelbach                     |
| 602     | Autoportrait                                        | Copie d'après Rembrandt van Rijn        |
| 607     | La Vente de poissons                                | J. Beydel, copie d'après Breughel       |
| 608     | Le Convoi de paysans                                | J. Beydel, copie d'après Breughel       |
| 635     | Les Trois Grâces                                    | Ancienne attribution à Giorgione        |
| 633     | Monuments de Rome                                   | Peter van Bloemen                       |
| 658     | La Nonchalance, dite Tête de jeune homme            | Piazzetta (atelier de)                  |
| 660     | Dernier voyage à Montfaucon                         | attribué à Théodore Géricault           |
| 677     | L'enlèvement de Ganymède                            | copie d'après Michel-Ange               |
| 686     | Vase de fleurs au négrillon et au perroquet rouge   | Jean-Baptiste Claudot                   |
| 693     | Table ornée de sept vues d'Italie dite Table Poirel | Fratelli della Valle                    |
| 741     | Entrée du port de Livourne                          | William Callow                          |
| 745     | Profil d'Armand Carrel                              | David d'Angers                          |
| 763     | Buste de Victor Poirel                              | Mathias Schiff                          |

### Au Musée lorrain
Dès 1863, Victor et Lisinka font don au jeune Musée lorrain inauguré en 1850 et alors dirigé par leur ami Charles Cournault. Il s'agit d'œuvres en lien avec l'histoire de la Lorraine et notamment le couronnement de Christine de Lorraine par Jacques Callot. Les dons s'étalent jusqu'au legs de 1887. On retient : 4 plats en faïence de Lorraine (1873), le Portrait de Stanislas en terre de Guibal, des médailles à l'effigie de Catherine II et Paul Ier (1882), une vitrine contenant des objets rapportés d'Italie, Grèce, Égypte et Algérie (vases, lampes funéraires, amulettes égyptiennes etc.), diverses monnaies (1887), etc.